# 288
Năm 288 là một năm trong lịch Julius. 